# 13.º Regimento de Cavalaria Mecanizado
O 13º Regimento de Cavalaria Mecanizada ou Regimento Anhanguera, sediado na cidade de Pirassununga, é uma unidade militar emblemática do Exército Brasileiro. A sua história não se resume apenas como uma unidade de Cavalaria Mecanizada do Comando Militar do Sudeste, sendo este comando com sede na cidade de São Paulo.
Desde a suas origens esteve presente em inúmeros acontecimentos da história brasileira.